# Bergakungen (film)
Bergakungen (norska: Askeladden – i Dovregubbens hall) är en norsk fantasy-äventyrsfilm från 2017 regisserad av Mikkel Brænne Sandemose. I huvudrollerna syns Vebjørn Enger och Eili Harboe. Filmen blev den mest sedda norska filmen på bion i Norge 2017, och den näst mest sedda totalt, med 354 034 biobesökare.

## Handling
Prinsessan Kristin fyller ska snart fylla 18 år. Enligt sägnen kommer ett troll att bergta henne om hon inte gifter sig innan sin 18-årsdag. Prins Fredrik kommer för att hämta sin brud, men prinsessan motsätter sig giftermålet, med resultatet att hon blir bergtagen av Dovregubben. Konungen utlovar en belöning till den som hämtar hem henne. De tre bröderna Per, Pål och Espen Askeladd ger sig ut för att hitta henne och dräpa Dovregubben.

## Rollista
- Vebjørn Enger – Espen Askeladd
- Mads Sjøgård Pettersen – Per
- Elias Holmen Sørensen – Pål
- Eili Harboe – prinsessan Kristin
- Allan Hyde – prins Frederik
- Thorbjørn Harr – Askeladdens fader
- Gard B. Eidsvold – konungen
- Synnøve Macody Lund – drottningen
- Gisken Armand – stubbkärringen
- Ida Ursin-Holm – huldra 1
- Robert Skjærstad – Christian
- Arthur Berning – Gunnar
- Antonio de la Cruz – Vessel-Jan
- Øystein Røger – Vessel-Jan (röst)
- Rune Hagerup – springpojke
- Nasrin Khusrawi – servitris
- Katerina Klausová – huldra 2
- Zuzana Pavlu – huldra 3
- Jan Filipensky – stor man
- Liv Bernhoft Osa – berättarröst

## Uppföljare
2019 fick filmen en uppföljare, då filmen Jakten på det gyllene slottet hade premiär.